# Świadkowie Jehowy na Reunionie
Świadkowie Jehowy na Reunionie – społeczność wyznaniowa na Reunionie, należąca do ogólnoświatowej wspólnoty Świadków Jehowy, licząca w 2023 roku 3571 głosicieli, należących do 41 zborów. Na dorocznej uroczystości Wieczerzy Pańskiej w 2023 roku zgromadziło się 6839 osób. Działalność miejscowych głosicieli koordynuje francuskie Biuro Oddziału.

## Historia

### Początki
We wrześniu 1955 roku podczas kilkudniowego pobytu na Reunionie, misjonarz, absolwent 16. klasy Szkoły Gilead Robert Nisbet, rozpowszechnił wiele publikacji Świadków Jehowy oraz pozyskał pierwszych prenumeratorów czasopisma „Przebudźcie się!”. Z osobami zainteresowanymi utrzymywał kontakt listowny z Mauritiusa. W latach 1955–1960 Nisbet oraz Harry Arnott (nadzorca strefy) kilkakrotnie złożyli na wyspie krótkie wizyty. W grudniu 1959 roku sprawujące nadzór nad działalnością nad Reunionem francuskie Biuro Oddziału skierowało tu na miesiąc Adama Lisiaka, Świadka Jehowy z Francji, pioniera polskiego pochodzenia.
W styczniu 1961 roku na Reunion przeprowadzili się kolejni francuscy pionierzy. Rok później powstała grupa wyznawców w Saint-Denis, gdzie wynajęto salę na zebrania mogącą pomieścić 30 osób. Salę tą wyremontowano, wybudowano scenę oraz wyposażono w ławki. Wkrótce sala była zapełniona, a sporo osób korzystało z programu zebrań, stojąc na zewnątrz. Pod koniec pierwszego roku w zebraniach regularnie uczestniczyło około 50 osób. Liczba głosicieli na wyspie wzrosła do 7 osób oraz prowadzono 47 studiów biblijnych. Zaczęto też organizować pierwsze zgromadzenia, na których gromadziło się do 110 osób.
W 1962 roku liczba głosicieli wzrosła do 32 osób, a na niedzielne zebrania uczęszczało około 100 osób należących do różnych grup etnicznych. W grudniu 1962 roku na plaży w Saint-Gilles-les Bains ochrzczono 20 osób. W roku 1963 zanotowano liczbę 93 głosicieli należących do dwóch zborów i jednej grupy na oddaleniu. W maju na Reunion po raz pierwszy przyjechał przedstawiciel Towarzystwa Strażnica – Milton Henschel, który wygłosił przemówienie do 155 słuchaczy. W czerwcu 1963 roku kolejnych 38 osób zostało ochrzczonych. W roku 1964 zorganizowano pierwsze lokalne zgromadzenie obwodowe, na którym było obecnych 230 osób, a 21 ochrzczono.
Wkrótce potem w Saint-Denis wybudowano tymczasową Salę Zgromadzeń o prostej konstrukcji, mającą drewniany szkielet, metalowy dach i ściany ze splecionych liści palmowych. Jako pierwsze zorganizowano w niej trzydniowe zgromadzenie okręgowe. Salę tą stopniowo powiększano, a sam obiekt służył również jako Sala Królestwa. Jakiś czas później na tej posesji zbudowano solidną murowaną Salę Królestwa.
Jeszcze w 1963 roku grupy na oddaleniu z Saint-André i Le Port przekształcono w zbory. Nadzorca zboru Saint-André na swojej działce i na swój koszt wybudował Salę Królestwa, która mogła pomieścić 50 osób. Zebranua zboru Le Port odbywały się natomiast w wynajmowanym domu.
1 maja 1964 roku nadzór nad działalnością na Reunionie został przejęty przez biuro na Mauritiusie, a na wyspie otwarto skład literatury. W 1965 roku 110 głosicieli ze zboru w Saint-Denis rozpoczęło działalność kaznodziejską w innych nadmorskich miastach: Saint-Leu, Saint-Philippe, Le Port i Saint-Pierre. Rozpowszechniano głównie czasopismo „Przebudźcie się!”, ponieważ „Strażnica Zwiastująca Królestwo Jehowy” była zakazana. Gdy w roku 1975 we Francji zniesiono zakaz rozpowszechniania Strażnicy, czasopismo zaczęto rozpowszechniać również na Reunionie.

### Prawna rejestracja i rozwój działalności
22 czerwca 1967 roku oficjalnie zarejestrowano Association Les Témoins de Jéhovah (Stowarzyszenie Świadków Jehowy). Dwa lata później zbory zorganizowano w obwód, który swoim zasięgiem obejmował 6 zborów na Reunion, 4 na Mauritiusie oraz sporą liczbę grup na oddaleniu. Jego pierwszym nadzorcą został Henri Zamit.
W latach 70. XX wieku powstały kolejne zbory, m.in. w miejscowościach La Rivière i  Saint-Pierre, które zakładali zagraniczni pionierzy, przybyli, by wesprzeć działalność kaznodziejską na wyspie. W dniach od 3 do 7 stycznia 1979 roku odbył się kongres pod hasłem „Zwycięska wiara”.
Począwszy od stycznia 1980 roku francuskie Biuro Oddziału rozpoczęło druk specjalnego wydania Naszej Służby Królestwa dostosowanego do potrzeb Reunionu i innych wysp regionu. W okresie późniejszym uwzględniając potrzeby miejscowej ludności przetłumaczono na regionalny język kreolski inne publikacje biblijne, m.in. książki „Wiedza, która prowadzi do życia wiecznego” i „Oddawaj cześć jedynemu prawdziwemu Bogu”.
W roku 1985 liczba głosicieli przekroczyła 1000 osób. W grudniu 1988 roku członek Ciała Kierowniczego, Carey W. Barber wygłosił przemówienie z okazji otwarcia nowej Sali Królestwa. W roku 1992 na wyspie działało przeszło 2000 głosicieli. Pierwsza Sala Królestwa zbudowana metodą szybkościową – w ciągu weekendu – powstała w roku 1996 w miejscowości Saint-Gilles-les-Bains. W roku 1997 w La Possession wybudowano Salę Zgromadzeń bez ścian bocznych, na 1600 osób. Obok na tej samej działce znajduje się dom misjonarski dla dziewięciu osób, skład literatury oraz biuro, które nadzorowało działalność na Reunionie.
W roku 2006 liczba głosicieli wynosiła około 2590 należących do 34 zborów korzystających z 17 Sal Królestwa. Zbory na Reunion należą do dwóch obwodów. W 2012 roku działalność kaznodziejską prowadziło 2927 osób. W tym samym roku nadzór nad działalnością miejscowych wyznawców przejęło francuskie Biuro Oddziału. W sierpniu 2017 roku delegacja Świadków Jehowy z Reunionu uczestniczyła w kongresie specjalnym pod hasłem „Nie poddawaj się!” w Antananarywie na Madagaskarze.
Zebrania zborowe odbywają się w języku francuskim, francuskim migowym, lokalnym kreolskim, mahorian i malgaskim.